# قرية تاولي بالسواحلية
قرية تاولي هي قرية ساحلية تقع في ولاية تلمسان في بلدية السواحلية تعتبر أجمل قرى المنطقة لاحتوائها على مسجد ومدرسة ابتدائية بمسمى عباس حسين تاولي يسكنها عدد معتبر من السكان يزاولون أنشطة مختلفة، وتأخذ عائلة عباس وقدور النصيب الأكبر من سكان هذه القرية الذين سكنوا هذه القرية بعد استقلال الجزائر سنة 1962.
1. ↑  "قرية تاولي بالسواحلية". wikimapia.org. مؤرشف من الأصل في 2014-02-03. اطلع عليه بتاريخ 2024-02-06.
2. ↑  "تلمسان/ سكان قرية تاولي بالسواحلية يشكون العزلة والتهميش". مؤرشف من الأصل في 2024-02-07.